# Sjöbo sommarby och Svansjö sommarby
Sjöbo sommarby och Svansjö sommarby è un'area urbana della Svezia situata nel comune di Sjöbo, contea di Scania.
La popolazione rilevata nel censimento 2010 era di 668 abitanti .